# Mitreo

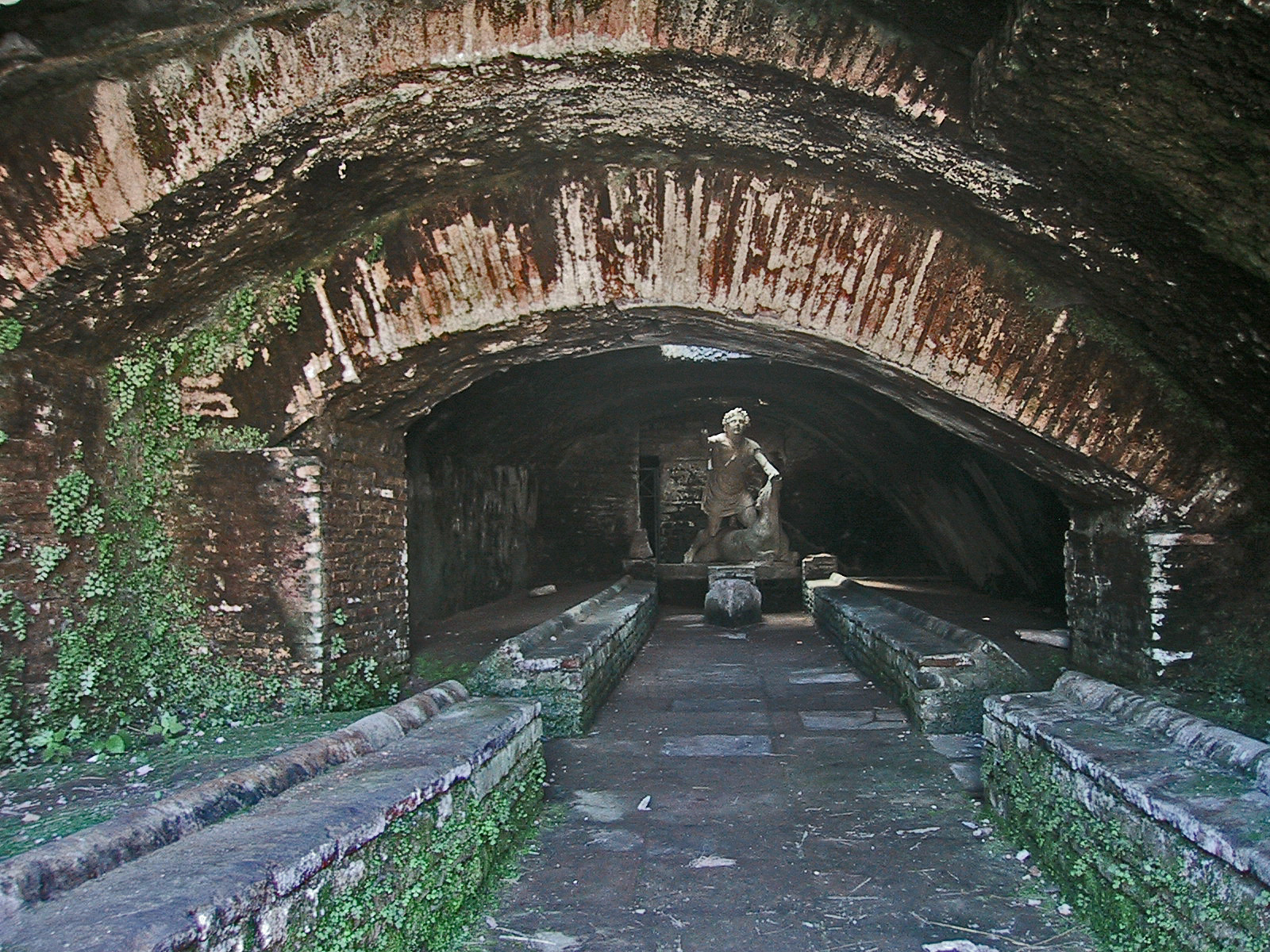
Un mitreo encontrado en las ruinas de Ostia Antica, Italia

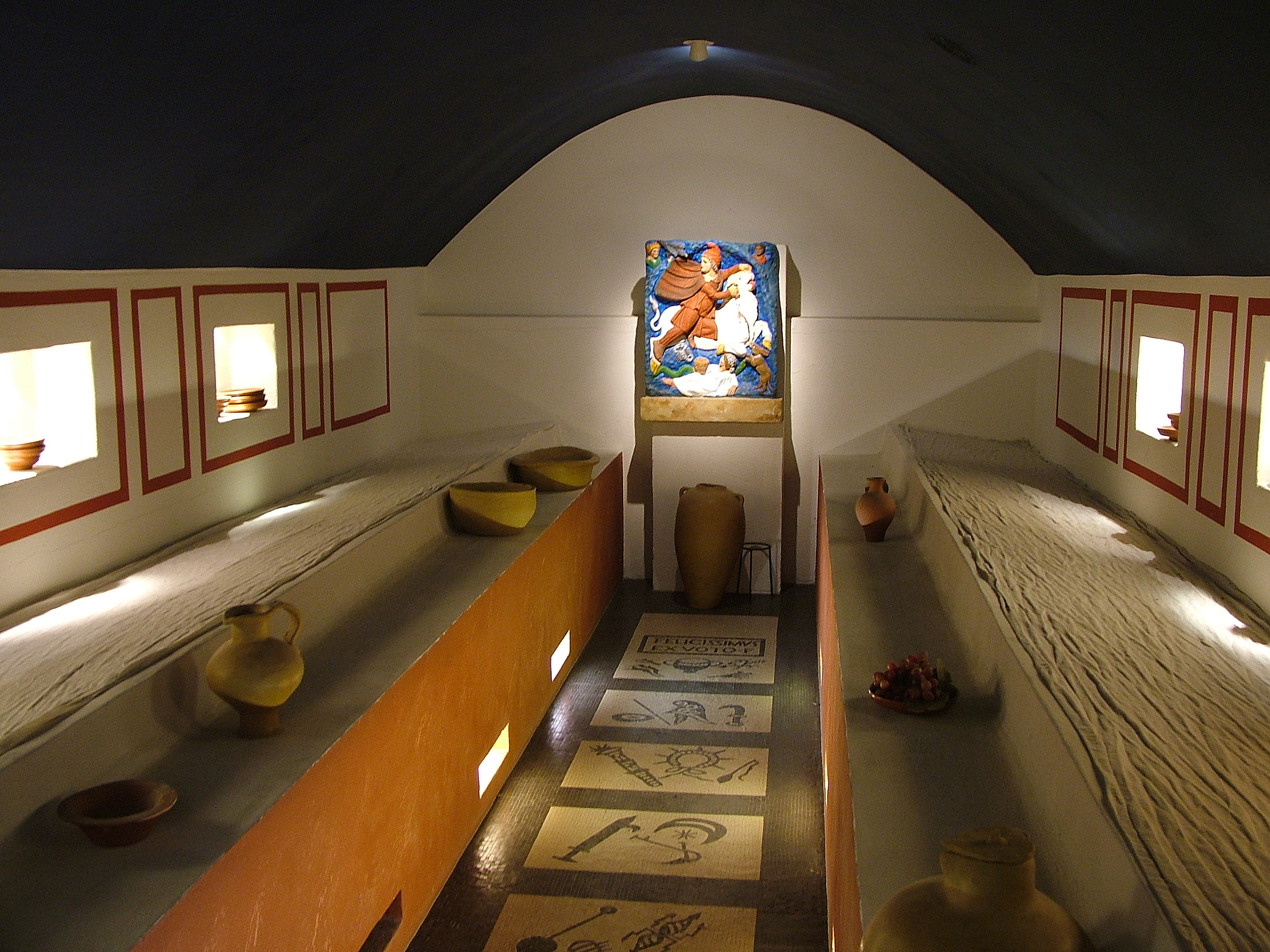
Cómo un museo de historia moderna imagina un mitreo: Museo Orientalis en los Países Bajos

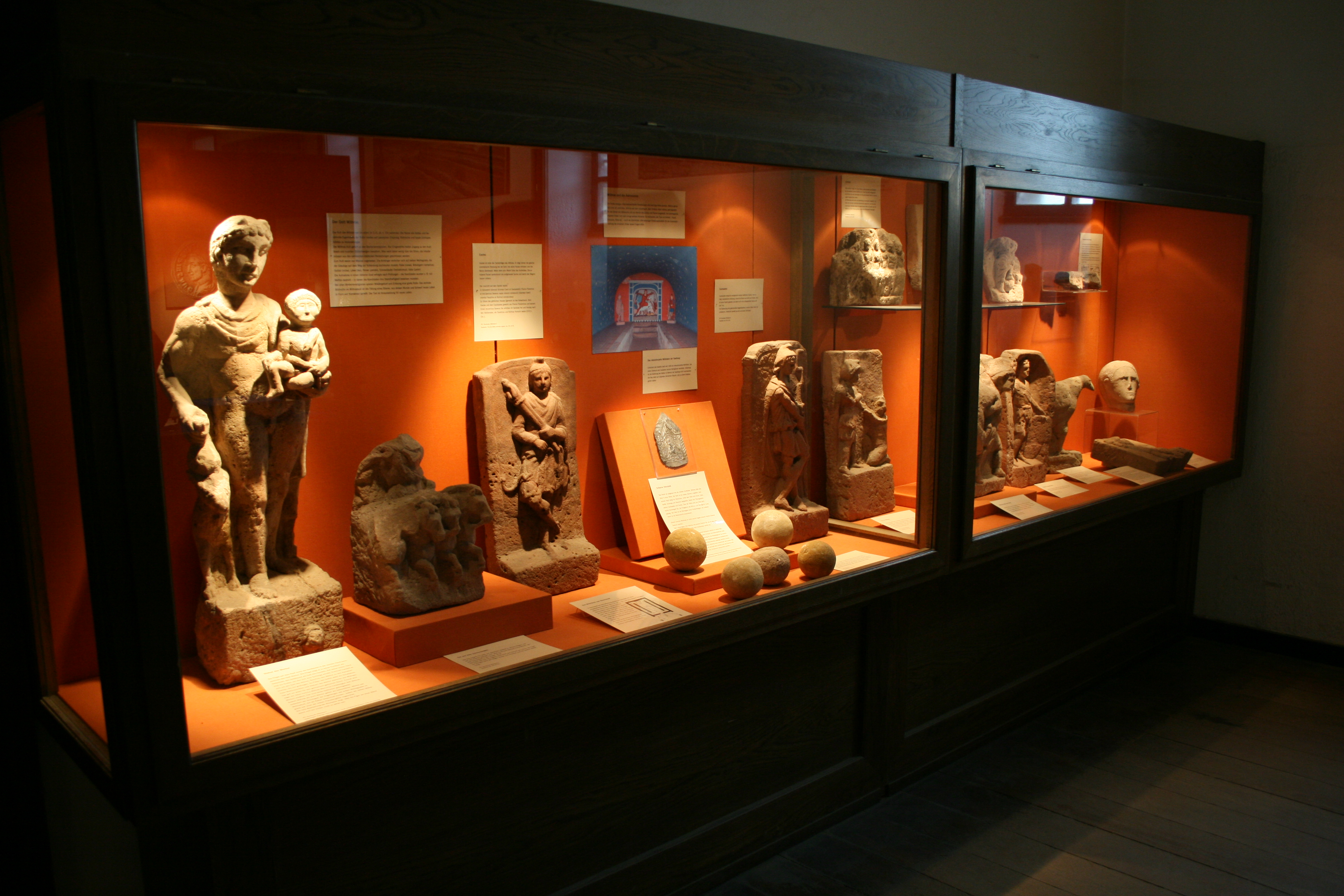
Hallazgos de un mitreo en Stockstadt, Alemania

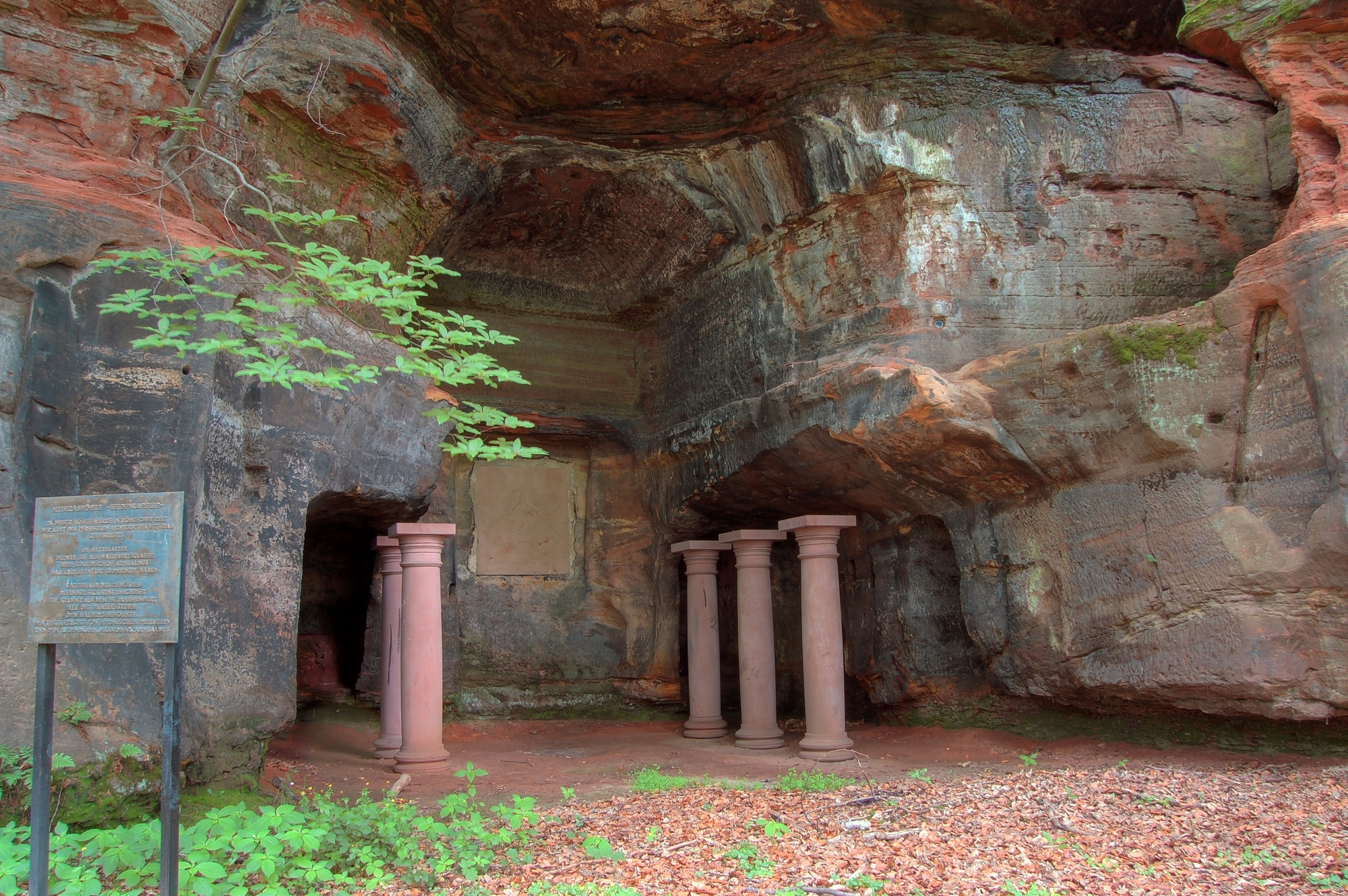
Un mitreo encontrado en la ciudad alemana de Saarbrücken

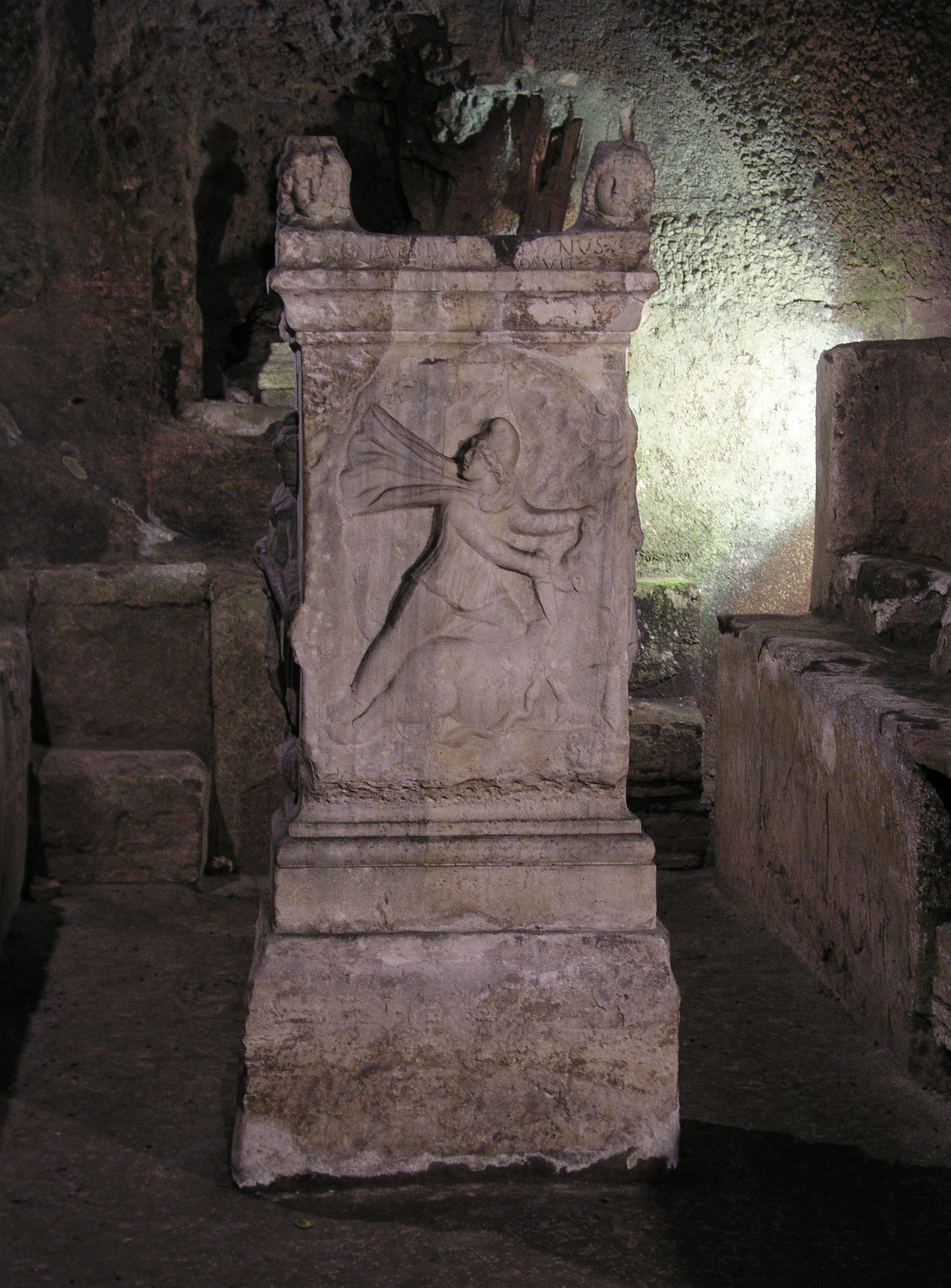
Mitreo en el sótano de la Basílica de San Clemente en Roma

Un mitreo (del latín pl. Mithraea), a veces deletreado mithreum, es un templo mitraico grande o pequeño, levantado en la antigüedad clásica por los devotos del dios Mitra.

## Descripción
El mitreo era una cueva natural adaptada, una cueva o un edificio que imitaba a una cueva. Cuando se daban las condiciones propicias, el mitreo se construía en el interior o bajo un edificio existente, como el encontrado bajo la basílica de San Clemente en Roma. A pesar de que la mayoría de los mitreos se han encontrado bajo tierra, algunos disponen de aberturas en el techo que dejaban entrar la luz, quizás representando la conexión entre el universo y el paso del tiempo. El mitreo también se caracterizaba por su entrada o vestíbulo, que se encontraba opuesto al ábside donde había un altar. En el interior de la "cueva", también llamada spelaeum o spelunca, se encontraban asientos junto a los muros donde se comía según el ritual. Muchos de los mitreos que siguen esta estructura están repartidos por el antiguo territorio del Imperio Romano, especialmente en las fronteras donde las legiones solían mantener sus campamentos (como en Gran Bretaña). Otros pueden distinguirse por su disposición, incluso después de convertirse en criptas bajo las iglesias cristianas.

### Partes
El mitreo podría dividirse en tres partes:
- la antecámara;
- el spelaeum o spelunca (la cueva), alargada sala rectangular decorada con pinturas y dos largas banquetas a lo largo cada una de las paredes para los banquetes sagrados;
- el santuario, en el extremo de la cueva, en el que estaban el altar y la imagen -en pintura, bajorrelieve o estatua exenta- de Mitra dando muerte al toro, conocida como Mitra Tauróctonos.

## Rituales
De la estructura del mitreo se deduce que sus devotos se reunían para una comida en común a lo largo de los asientos anejos a los muros.
Finalmente, la ubicuidad de los característicos asientos del mitreo implica que la comida de culto era el procedimiento ordinario durante la liturgia.
El mitreo funcionaba principalmente como lugar de iniciación, donde el alma descendía y subsiste. El mitreo se consideraba una "imagen del universo". Algunos investigadores declaran que esta práctica, especialmente en el contexto de la iconografía mitraica, parece derivar del concepto neoplatónico del "recorrido" del sol de solsticio a solscitio como un movimiento paralelo al alma recorriendo el universo, desde la preexistencia, en el cuerpo, hasta abandonar el plano terrenal y la vida más allá de la muerte. 
De un modo parecido, los persas describen este lugar como una cueva donde inician a los neófitos en los misterios, mostrándole el camino en el que el alma desciende y vuelve a alzarse. Eubulo cuenta que Zoroastro fue el primero en dedicar cuevas naturales en honor de Mitra, creador y padre de todo. Esta cueva albergaba la imagen del cosmos que Mitra había creado y todos sus componentes.  
La mayoría de los mitreos pueden datarse de entre el 100 a. C. y el 300 d. C., la mayoría durante el Imperio romano.

## Mitreos en España
- Mitreo de la villa romana del Mitra, en Cabra (Córdoba).
- Casa del Mitreo de Augusta Emerita, Mérida (Badajoz).
- Mitreo de Lugo, visitable en el Museo Universitario A Domus do Mitreo, junto a las murallas romanas.